# Share GmbH
share ist eine deutsche Konsumgütermarke mit Produkten in den Bereichen Lebensmittel, Getränke und Körperpflege. Auf Basis des „1+1 Prinzips“ (auch bekannt als „Buy-One Give-One“ Prinzip) wird für jedes share-Produkt ein äquivalentes Produkt oder eine Leistung gespendet. Stand November 2023 wurden so nach eigenen Angaben mehr als 150 Millionen Hilfsleistungen finanziert. 2022 und 2023 wurde share jeweils als „Stärkste Startup-Marke“ Deutschlands ausgezeichnet.

## Geschichte
Share wurde 2017 von Sebastian Stricker, Iris Braun, Ben Unterkofler und Tobias Reiner gegründet. Die Idee baut auf der von Stricker gegründeten Spenden-Initiative des UN World Food Programms ShareTheMeal auf.
Im März 2018 wurden die ersten share-Produkte, bestehend aus Wasser, Nussriegel und Seife, verkauft. Neben dem Start im Online-Shop durch eine Kooperation mit Rewe und dm in über 5.000 Filialen in Deutschland. Im ersten Jahr machte share einen Umsatz von 10 Millionen Euro. Es war der größte Launch einer sozialen Konsumgütermarke in Deutschland.
2019 investierte die Bitburger Holding 1 Million Euro, außerdem folgten Kooperationen mit Aral und Eurowings. Seit Ende 2019 wird share auch in dm-, Merkur- und Billa-Filialen in Österreich verkauft. Seit 2020 kooperiert share mit Shell und der Deutschen Bahn als Vertriebspartner, im Juni 2020 startete die Marke in dm-Filialen in Tschechien und unterstützt unter anderem die lokalen Food Banks mit Lebensmittelspenden.
2023 startete share ein Girokonto in Kooperation mit der Bank ING und ein Mobilfunkangebot in Kooperation mit Congstar.

## Unternehmen
Share investiert ca. 7 % des Umsatzes in soziale Projekte. Im ersten Jahr hat das Start-up über 8 Millionen Produkte verkauft und dadurch den Bau oder die Reparatur von 51 Brunnen in Liberia, Kambodscha und Äthiopien, sowie die Verteilung von 2 Millionen Mahlzeiten und 550.000 Seifen in nationalen und internationalen Hilfsprogrammen finanziert. Dafür arbeitet share mit Hilfsorganisationen wie dem Welternährungsprogramm der Vereinten Nationen, Aktion gegen den Hunger, Caritas Österreich, der Welthungerhilfe und der Tafel Deutschland e. V. zusammen. Inzwischen wurden mehr als 30 Millionen Hilfeleistungen mit dem Verkauf von share-Produkten finanziert.

## Produkte
Neben den Startprodukten Mineralwasser, Bio-Nussriegeln und Handseife verkauft das Unternehmen inzwischen auch aromatisiertes Wasser, Milchersatzprodukte, Bio-Schokolade, Bio-Studentenfutter, sowie Bambus-Zahnbürsten, Grundnahrungsmittel wie Reis, Pasta und Mehl sowie Duschgel, Shampoo, Handcreme und Toilettenpapier. Zudem verkauft share Schreibwaren sowie Mützen und Schals.

## Rezeption
Das Start-up bekam große Aufmerksamkeit in der deutschen Presse für sein Social-Entrepreneurship-Modell und einer Innovation im Verpackungsbereich, der ersten Mineralwasserflasche aus 100 Prozent recyceltem Altplastik auf dem deutschen Markt.
Wenige Monate nach dem Launch wurde share als B Corporation zertifiziert und 2019 als „Best for the World“ B Corp in der Kategorie „Community“ ausgezeichnet. Damit gehört share zu den 10 % der Unternehmen, die weltweit den größten Nutzen für die Gemeinschaft erbringen.
Kathrin Krause vom Verbraucherzentrale Bundesverband kritisierte allerdings, dass share nichts an den Ursachen von Hunger und auch nichts am Preisdruck, den Händler auf ihre Produzenten ausüben, ändere. Insgesamt ist die Rezeption jedoch überwiegend positiv. Melchior Poppe von Focus Online stellt besonders den ganzheitlich Ansatz von share heraus – im ökologischen, wie im sozialen Kontext: „Nachhaltigkeit auf der ganzen Linie, also – bezahlbar und mit positiven Auswirkungen für jedermann.“
Burkhard Wilke, Geschäftsführer des Deutschen Zentralinstituts für soziale Fragen kritisierte eine „gewisse Intransparenz“ bei share, da auf dem Produkt die exakte Höhe der jeweiligen Spendensumme nicht angegeben sei. Seit Herbst 2018 weist share die Spendensumme für das jeweilige Produkt online aus. Ein QR-Code auf der Produktverpackung ermöglicht dem Verbraucher direkten Zugang zu den Projektinformationen.